# CNC stroje
CNC stroje jsou stroje řízené počítačem. Zkratka vychází z anglického názvu „Computer Numerical Control“ (česky číslicové řízení).

## Popis
Numerické řízení (také počítačové numerické řízení, číslicově řízené, běžně nazývané CNC) je automatizované řízení obráběcího nástroje pomocí počítače. CNC stroj zpracovává materiál tak, aby splňoval specifikace, a to podle kódovaných programovaných pokynů a bez přímého manuálního ovládání operace. Pokyny jsou dodávány do CNC stroje ve formě sekvenčního programu pro řízení stroje, jako je G-kód a M-kód, které jsou poté prováděny. Program může být napsán osobou nebo je generován grafickým softwarem (CAD případně CAM). Implementace počítačů a jejich systémů do oblasti strojírenství přináší velmi automatizované výrobní procesy, které umožňují produktivnější a přesnější obrábění. CNC stroje působí pozitivně i na nižší cenu samotné výroby díky menší zmetkovosti a nižším provozním nákladům.

## Historie
Historie numerického řízení (NC) začala v době, kdy automatizace obráběcích strojů poprvé začlenila programovatelné logiky a algoritmy. CNC je pokračující evolucí technologie počítačového numerického řízení.
První NC stroje byly postaveny ve čtyřicátých a padesátých letech 20. století na základě stávajících obrábějících strojů (soustruhy, frézky), které byly doplněny o motory, které pohybovaly ovládacími prvky a sledovaly body přiváděné do systému na děrné pásce. Tyto rané servomechanismy byly rychle rozšířeny a digitální počítače vytvořily moderní CNC obráběcí stroje, které přinesly revoluci v procesech obrábění.

## Typy
- Obráběcí stroje – CNC frézky, NC soustruhy a obráběcí centra, která se používají na třískové obrábění různých materiálů.
- Pálicí stroje – použití na dělení kovových materiálů plazmovou nebo laserovou technologií (CNC laser) či autogenem.
- Řezací CNC stroje – vodní paprsek, CNC pila nebo stroje vybavené technickými noži jako například oscilační, tangenciální či rotační nůž na řezání odlišných druhů materiálů.
- Ostatní – do této kategorie patří šicí stroje, CNC brusky, olepovačky hran, vrtačky atd.

### Dělení strojů podle materiálu
CNC stroje lze dělit také podle materiálů, na které se používají. Mezi nejpočetnější zástupce patří kovoobráběcí a dřevoobráběcí stroje. CNC stroje obrábí také plasty, keramiku, kompozity, textil, pěny a další.

### Dělení strojů podle řízených os
Rozdělit CNC stroje je možné také podle os, které jsou na stroji řízené. Rozeznáváme stroj s řízením jedné až pěti os současně. Škála obrábění pokrývá od jednoduchých strojů až po složitá obráběcí centra.

## Ovládání
Ovládání CNC stroje zajišťuje počítač (řídící systém), který polohuje nástroj či obrobek. Pokyny k ovládání stroje zadává jeho obsluha prostřednictvím souřadnicového programu na ovládacím panelu stroje (PLC) na základě požadavků na obrobek. PLC funguje jako spojení mezi řízením pohybu (CNC) a strojem.
Při použití CNC strojů je často možné upustit od neustálého dohledu nad výrobou pomocným personálem; v mnoha sériových výrobách je přímo na strojích zaměstnáno jen několik lidí (kontrolní dohled), protože ovládací prvky nabízejí dostatečné možnosti dokonce plně automaticky integrovat kontrolu kvality do výrobních procesů. Monitorování opotřebení a zlomení nástroje může být také plně automatické. V zásadě lze jakýkoli konvenční stroj rozšířit na CNC stroj pomocí standardizovaných komponent. Je však třeba poznamenat, že u konvenčních frézek byla vůle mezi vřetenem stroje a maticí vřetena kompenzována operátorem. Na moderních CNC frézkách jsou pohonné systémy vybaveny kuličkovými šrouby nebo lineárními pohony, které jsou téměř bez vůle. Tímto je umožněno mimo jiné i synchronní frézování.
Existují dva způsoby, kterými CNC stroj měří dráhu, kterou urazil:
1. U systému pro měření přímé dráhy se poloha měří přímo na pohyblivé ose stupnicí
2. U systému nepřímého měření polohy se měří úhel otáčení motoru nebo recirkulačního kuličkového šroubu a převádí se do polohy lineární osy

Oba systémy měření lze implementovat jak absolutně, tak přírůstkově.

## Využití
V moderní době je možné narazit na CNC stroj v odlišných výrobních procesech. Obliba roste hlavně díky produktivitě, diversitě použití a jednoduchosti programování. Moderní trendy se začleňují do strojírenství rychle a technologie se neustále vyvíjejí. CNC stroje pomáhají k lepší efektivitě, ekologii a nižším nákladům produkce. Budoucnost CNC strojů směřuje k vyšší automatizaci výrobních procesů. Průmysl 4.0 vytváří silnou integritu strojů do celého výrobního procesu a stále více se objevují robotické ruce jako součást výrobních linek. Lidé mají spíše kontrolní funkci a stroje zastávají daleko více výrobních činností.